# Mussaenda mollis
Mussaenda mollis är en måreväxtart som beskrevs av Geddes. Mussaenda mollis ingår i släktet Mussaenda och familjen måreväxter. Inga underarter finns listade i Catalogue of Life.